# Österreichischer Volleyball-Cup 2015/16 (Frauen)
Der Österreichische Volleyball-Cup der Frauen wurde in der Saison 2015/16 vom Österreichischen Volleyballverband zum 36. Mal ausgespielt und begann am 22. September 2015 mit der ersten Runde und endete am 8. Februar 2016 mit dem Finale. Der Pokal ging an die SG SVS Post.

## Teilnehmende Mannschaften
Für den österreichischen Volleyball-Cup haben sich anhand der Teilnahme der Ligen der Saison 2015/16 folgende 30 Mannschaften, die nach der Saisonplatzierung der 1. Bundesliga 2014/15, der 2. Bundesliga Ost 2014/15, 2. Bundesliga Süd 2014/15 und der 2. Bundesliga West 2014/15 geordnet sind, qualifiziert. Teams, die als durchgestrichen gekennzeichnet sind, nahmen am Wettbewerb aus diversen Gründen nicht am Wettbewerb teil oder sind die erste Mannschaften und spielten daher nicht um den Pokal mit. Weiters konnten noch der Landescupsieger, der Landesmeister oder deren Vertreter der Saison 2014/15 teilnehmen.
| 1. Bundesliga (11) | 1. Bundesliga (11) | 1. Bundesliga (11) | 2. Bundesliga Meisterrunde (4) | 2. Bundesliga Meisterrunde (4) | 2. Bundesliga Meisterrunde (4) |
| --- | --- | --- | --- | --- | --- |
| - ATSC Wildcats Klagenfurt - SG SVS Post (NÖ) (M) (C) - UVC Graz (ST) - ASKÖ Linz Steg (OÖ) - VC Tirol (T) - TI-volley (T) - TSV Hartberg (ST) - PSV VBG Salzburg (S) - VBK Klagenfurt (K) (N) - SG UVF Melk (NÖ) - SG WSV Eisenerz/VBV Trofaiach (ST) | - ATSC Wildcats Klagenfurt - SG SVS Post (NÖ) (M) (C) - UVC Graz (ST) - ASKÖ Linz Steg (OÖ) - VC Tirol (T) - TI-volley (T) - TSV Hartberg (ST) - PSV VBG Salzburg (S) - VBK Klagenfurt (K) (N) - SG UVF Melk (NÖ) - SG WSV Eisenerz/VBV Trofaiach (ST) | - ATSC Wildcats Klagenfurt - SG SVS Post (NÖ) (M) (C) - UVC Graz (ST) - ASKÖ Linz Steg (OÖ) - VC Tirol (T) - TI-volley (T) - TSV Hartberg (ST) - PSV VBG Salzburg (S) - VBK Klagenfurt (K) (N) - SG UVF Melk (NÖ) - SG WSV Eisenerz/VBV Trofaiach (ST)                     | - SG Prinz Brunnenbau Volleys (OÖ) - VC Mils (T) - Union West-Wien (W) - Volleys Feldbach (ST) - TI-volley II (T) - UVC Graz II (ST) | - SG Prinz Brunnenbau Volleys (OÖ) - VC Mils (T) - Union West-Wien (W) - Volleys Feldbach (ST) - TI-volley II (T) - UVC Graz II (ST) | - SG Prinz Brunnenbau Volleys (OÖ) - VC Mils (T) - Union West-Wien (W) - Volleys Feldbach (ST) - TI-volley II (T) - UVC Graz II (ST) |
| Frühjahrsdurchgang | | | | | |
| 2. Bundesliga Ost (5) | 2. Bundesliga Ost (5) | 2. Bundesliga Süd (4) | 2. Bundesliga Süd (4) | 2. Bundesliga West (4) | 2. Bundesliga West (4) |
| - SG SU Hotvolleys Ybbs-Melk (OÖ) - Union ADM Linz (OÖ) - ASKÖ Linz Steg II (OÖ) - Powervolleys Freistadt (OÖ) (N) und - SG SVS Sokol (NÖ) - Union volleyteam Südstadt (NÖ) - UVC Mank (NÖ) - SG Sportunion Bisamberg/Hollabrunn (NÖ) (N)              | - SG SU Hotvolleys Ybbs-Melk (OÖ) - Union ADM Linz (OÖ) - ASKÖ Linz Steg II (OÖ) - Powervolleys Freistadt (OÖ) (N) und - SG SVS Sokol (NÖ) - Union volleyteam Südstadt (NÖ) - UVC Mank (NÖ) - SG Sportunion Bisamberg/Hollabrunn (NÖ) (N)              | - ATSC Wildcats Klagenfurt II (K) - ATSE Graz (ST) - VBK Klagenfurt II (K) (N) - VC Hausmannstätten (ST) (N) - VBK Wolfsberg (K) und - SSV HIB Liebenau (ST) - ASKÖ Villach (K) - Sportunion Leibnitz (ST) - VBC Krottendorf (ST) (N) - RB Speedvolley Grafenstein (K) (N) | - ATSC Wildcats Klagenfurt II (K) - ATSE Graz (ST) - VBK Klagenfurt II (K) (N) - VC Hausmannstätten (ST) (N) - VBK Wolfsberg (K) und - SSV HIB Liebenau (ST) - ASKÖ Villach (K) - Sportunion Leibnitz (ST) - VBC Krottendorf (ST) (N) - RB Speedvolley Grafenstein (K) (N) | - UVV Seekirchen (S) (N) - TV Oberndorf (S) - VC Dornbirn (V) - SU inzingvolley (T)                                                  | - UVV Seekirchen (S) (N) - TV Oberndorf (S) - VC Dornbirn (V) - SU inzingvolley (T)                                                  |
| Landescupsieger und Landesmeister (2) | | | | | |
| - Volleyball Thalgau (S) | - Volleyball Thalgau (S) | - volley16wien (W) | - volley16wien (W) | | |
| Erläuterungen Länderkürzel: (B): Burgenland, (K): Kärnten, (OÖ): Oberösterreich, (NÖ): Niederösterreich, (S): Salzburg, (ST): Steiermark, (T): Tirol, (W): Wien, (V): Vorarlberg                                                                       | | | | | |

| (M) | amtierender Meister      |
| (C) | amtierender Cupsieger    |
| (N) | Neuaufsteiger der Saison |

## Turnierverlauf

### Vorrunde
| Datum             | Team 1                             | Team 2                    | Ergebnis                                |
| ----------------- | ---------------------------------- | ------------------------- | --------------------------------------- |
| 22.09.2015, 18:30 | SSV HIB Liebenau                   | ATSE Graz                 | 3:0 (25:7, 25:19, 26:24)                |
| 26.09.2015, 15:00 | Union ADM Linz                     | UVC Mank                  | 2:3 (25:21, 29:31, 25:17, 24:26, 12:15) |
| 26.09.2015, 15:00 | Volleys Feldbach                   | SG Eisenerz/Trofaiach     | 0:3 (17:25, 16:25, 14:25)               |
| 26.09.2015, 16:30 | Sportunion Bisamberg/SU Hollabrunn | Union volleyteam Südstadt | 0:3 (strafveriferziert)                 |
| 26.09.2015, 18:00 | ASKÖ Villach                       | ATSC Wildcats Klagenfurt  | 0:3 (25:15, 25:12, 25:21)               |
| 26.09.2015, 18:00 | VBK Klagenfurt                     | TSV Hartberg              | 0:3 (13:25, 14:25, 20:25)               |
| 26.09.2015, 18:00 | SG SU Hotvolleys Ybbs-Melk         | ASKÖ Linz Steg            | 0:3 (13:25, 13:25, 12:25)               |
| 26.09.2015, 19:30 | SU inzingvolley                    | PSV VBG Salzburg          | 3:1 (25:23, 17:25, 25:21, 28:26)        |
| 27.09.2015, 11:00 | Volleyball Thalgau                 | TI-volley                 | 3:1 (21:25, 25:12, 29:27, 25:21)        |
| 27.09.2015, 15:00 | Sportunion Leibnitz                | UVC Graz                  | 0:3 (16:25, 9:25, 9:25)                 |
| 27.09.2015, 15:00 | VC Dornbirn                        | VC Tirol                  | 0:3 (11:25, 20:25, 14:25)               |
| 27.09.2015, 16:00 | volley16wien                       | SG SVS Post               | 0:3 (11:25, 10:25, 10:25)               |
| 27.09.2015, 16:00 | UVV Seekirchen                     | TV Oberndorf              | 2:3 (25:17, 19:25, 25:18, 12:25, 10:15) |
| 27.09.2015, 18:30 | Union West Wien                    | SG UVF Melk               | 1:3 (25:23, 21:25, 14:25, 19:25)        |

### Achtelfinale
Folgende sechs Vereine stiegen in das Achtelfinale ein
SG Prinz Brunnenbau Volleys und VC Mils.
| Datum             | Team 1                    | Team 2                      | Ergebnis                               |
| ----------------- | ------------------------- | --------------------------- | -------------------------------------- |
| 03.10.2015, 17:00 | SU inzingvolley           | SG SVS Post                 | 0:3 (12:25, 8:25, 8:25)                |
| 10.10.2015, 15:00 | VC Mils                   | SG Eisenerz/Trofaiach       | 1:3 (14:25, 26:24, 22:25, 22:25)       |
| 10.10.2015, 15:00 | TV Oberndorf              | UVC Graz                    | 0:3 (keine Informationen)              |
| 10.10.2015, 16:30 | VC Tirol                  | TSV Hartberg                | 3:2 (21:25, 20:25, 25:22, 25:22, 15:8) |
| 10.10.2015, 18:00 | SSV HIB Liebenau          | SG Prinz Brunnenbau Volleys | 0:3 (12:25, 13:25, 17:25)              |
| 11.10.2015, 15:30 | UVC Mank                  | ASKÖ Linz Steg              | 0:3 (19:25, 6:25, 13:25)               |
| 11.10.2015, 17:30 | Volleyball Thalgau        | ATSC Wildcats Klagenfurt    | 0:3 (10:25, 22:25, 19:25)              |
| 11.10.2015, 18:30 | Union volleyteam Südstadt | SG UVF Melk                 | 0:3 (12:25, 27:29, 12:25)              |

### Viertelfinale
| Datum             | Team 1                      | Team 2                   | Ergebnis                         |
| ----------------- | --------------------------- | ------------------------ | -------------------------------- |
| 26.10.2015, 13:30 | VC Tirol                    | UVC Graz                 | 1:3 (17:25, 25:21, 9:25, 14:25)  |
| 26.10.2015, 16:00 | SG UVF Melk                 | ATSC Wildcats Klagenfurt | 0:3 (17:25, 17:25, 22:25)        |
| 26.10.2015, 16:00 | SG Prinz Brunnenbau Volleys | SG SVS Post              | 0:3 (14:25, 14:25, 20:25)        |
| 26.10.2015, 17:00 | ASKÖ Linz Steg              | SG Eisenerz/Trofaiach    | 1:3 (12:25, 25:23, 18:25, 16:25) |

### Halbfinale
| Datum             | Team 1                | Team 2                   | Ergebnis                                |
| ----------------- | --------------------- | ------------------------ | --------------------------------------- |
| 07.02.2016, 13:00 | UVC Graz              | ATSC Wildcats Klagenfurt | 3:2 (22:25, 24:26, 25:19, 27:25, 15:11) |
| 07.02.2016, 15:30 | SG Eisenerz/Trofaiach | SG SVS Post              | 1:3 (18:25, 23:25, 25:21, 26:28)        |

### Finale
| Datum             | Team 1   | Team 2      | Ergebnis                               |
| ----------------- | -------- | ----------- | -------------------------------------- |
| 08.02.2016, 17:45 | UVC Graz | SG SVS Post | 2:3 (25:21, 25:23, 22:25, 18:25, 9:25) |